# The Derby
The Derby je britský němý film z roku 1895. Režisérem je Birt Acres (1854–1918). Film byl do roku 1995 považován za ztracený. V roce 1896 vznikl stejnojmenný snímek The Derby od Roberta W. Paula.

## Děj
Film zachycuje koňské dostihy Epsom Derby, konané 29. května 1895. Na trati se po závodu pohybuje dav lidí a policisté.